# Odeur
Pour les articles homonymes, voir Odeur (homonymie).
Une odeur est le résultat, perçu par le sens de l’odorat, de l’émanation des corps volatils contenus dans certaines substances comme les molécules souvent qualifiées de molécules odorantes ou de parfum, ou de fragrance dans le cas des fleurs. Les aérosols (particules solides ou liquides) dégagent aussi une odeur (vapeur, fumée).

## Nature physicochimique
Les molécules odorantes sont caractérisées par leur nature et composition physico-chimique, mais leur perception est influencée par des aspects psychoculturels,. Elles font l'objet de nombreuses études dans les domaines de la chimie, de la parfumerie, de l'industrie, de la biologie moléculaire et de la neurophysiologie,, de la psychologie, y compris celle, intergénérationnelle et de l’enfant, de la linguistique, sont à l’origine d’avancées considérables dans la compréhension de la structure et des fonctions du système olfactif humain.
Les molécules perçues comme des odeurs peuvent engendrer des réponses émotionnelles, mais aussi physiologiques, dès après la naissance,, « aisément identifiables et objectivables par l’enregistrement de l’activité
neurovégétative » ; Les odeurs déclenchent aussi des réponses comportementales.
- Le/les composés organiques : alcool, acide, aldéhyde, cétone, composé aromatique, etc.
- La longueur : nombre de carbones constitutifs de la chaîne principale.
- L’organisation spatiale : isomère, énantiomère.

Les signaux odorants peuvent être répartis dans différentes classes. Chez les espèces aquatiques, les composés générateurs d’odeurs sont en majorité des acides aminés ou des sels biliaires.

## Perception
Un être humain brasse en moyenne 12 m3 d’air par jour à raison de 23 000 respirations, ce qui lui donne la capacité de détecter quotidiennement un nombre très élevé d’odeurs.
Une étude parue le 21 mars 2014 dans la revue Science laisse à penser que l’humain pourrait détecter plus de 1 000 milliards d’« odeurs » différentes,, ce qui est très supérieur a ce qui était admis jusqu'alors (10 000 odeurs différentes). Ces odeurs sont perçues dans la cavité nasale via des millions de neurones olfactifs, reliés au bulbe olfactif situé derrière le nez, puis au (???) qui se trouve derrière l’arête du nez, puis au cortex olfactif.. (Les molécules  odorantes présentes dans l'air sont d'abord captées par les cellules réceptrices olfactives situées dans la muqueuse olfactive, au sommet des fosses nasales). Chacun de ces neurones n’exprime généralement qu’un seul type de récepteur odorant. Ce sont deux chercheurs, Linda Buck et Richard Axel, récompensés par un prix Nobel (2004), qui ont mis en évidence le groupe de gènes qui codent ces récepteurs, au début des années 1990. Chaque type de récepteurs peut reconnaître un ou plusieurs odorants – et chaque odorant peut être reconnu par plus d’un récepteur. Ensemble, les quelque 400 RUP humains peuvent répondre à un billion de produits chimiques différents. C’est un système très complexe et flexible qui permet au cerveau de mieux percevoir la chimie de la nature que note Aashish Manglik : « L’étendue des produits chimiques qui dégagent des odeurs est énorme ». Les récepteurs olfactifs des mammifères diffèrent beaucoup de ceux des insectes (récemment élucidés),, et ils sont très difficiles à étudier, car ce sont les protéines membranaires, qui, dans les cellules de culture en laboratoire, n'expriment pas assez de protéines pour être analysées.
Quelque 80 % des odeurs perçues par l’humain donnent une aversion (cela correspond à la fonction d’alerte acquise par l’odorat de l’humain au cours de l’évolution) tandis que 20 % suscitent des émotions positives.
La sensation agréable, neutre ou désagréable associée à une odeur est propre à chaque individu et pour partie innée, pour partie socialement construite. Elle dépend aussi de la concentration du produit dans l’air et du fait qu’il soit ou non associé à sa source naturelle.
Cette perception très variable selon les individus et les sociétés explique que les études qui tentent de catégoriser les odeurs soient controversées, tels les résultats d’une recherche factorielle en 2013 qui réduit une liste de 144 combinaisons olfactives en 10 odeurs de base. Une autre méthodologie pour décrire les odeurs, le champ des odeurs, a été élaboré en 1983 par le CNRS. Au lieu de classer les odeurs, il s'agit de définir un langage commun de description.
Depuis peu, on utilise l'IA (AlphaFold notamment) et l’apprentissage automatique pour mieux comprendre les odeurs (et l'odorat, dont pour améliorer les nez artificiels)

## Persistance
Certains parfums sont très éphémères et d’autres plus durables. Le système olfactif peut aussi faire preuve d’accoutumance (la terminologie médicale emploie le terme « habituation »), certaines odeurs n’étant plus perçues après un certain délai.

### Odeurs et pollution de l’air
La pollution de l’air se traduit elle-même souvent par des odeurs (gaz d’échappement, fumées, odeurs de décomposition, de fermentation, etc.).
De plus, les conditions environnementales (hygrométrie, température, lumière, ultraviolets, vent ou turbulences) influent sur la durée et la portée d’une odeur. Elles font que les odeurs portées par l’air voyagent plus ou moins loin ; par exemple, un air propre et humide porte loin la plupart des odeurs.
Il semble aussi que la pollution de l’air ait une importance qu’on a pu sous-estimer ;
- Un air pollué dégrade les molécules odorantes et freine la dispersion de nombreuses odeurs, dont le parfum des fleurs ; 
Des chercheurs de l’université de Virginie (États-Unis) ont modélisé[22] l’impact de la pollution de l’air sur la dispersion des fragrances de fleurs : dans un air pur, ces fragrances se dispersent sur des distances pouvant parfois dépasser le kilomètre, alors que dans un air pollué, l’ozone, les acides, divers oxydants et radicaux libres (hydroxyles et nitrés) et d’autres polluants dégradent ou modifient ces molécules en réduisant fortement la portée de la fragrance des fleurs (50 % du parfum d’une fleur est alors “ perdu ” avant d’avoir parcouru 200 m).
Selon Jose D. Fuentes, coauteur de l’étude “Cela rend beaucoup plus difficile la localisation des fleurs par les pollinisateurs”. Il estime que ces arômes sont détruits jusqu’à 90 % par la pollution (par rapport à des périodes où les industries lourdes et les véhicules n’existaient pas encore).
- des molécules qui ne sont pas consciemment perçues (hormones, phéromones, et leur équivalent végétal, phytohormones dans le monde des plantes) pourraient peut-être également être détruites ou modifiées par la pollution de l’air.
- Ce phénomène de dégradation des odeurs par la pollution pourrait en partie expliquer le déclin de certaines populations d’abeilles et d’autres pollinisateurs (dont certains oiseaux, chauve-souris nectarivore) constaté dans tous les pays industriels et agricoles[23]. Il pourrait aussi expliquer les difficultés qu’ont les individus de certaines espèces (lézards, serpents, amphibiens, certains mammifères) à se reproduire (mâles et femelles ne se retrouvant plus, ou moins bien) ou de certaines espèces à se nourrir (l’individu ne percevant plus aussi bien l’odeur qui le conduisait à sa source de nourriture).
- Il est possible que certaines phytohormones ne jouent plus normalement leur rôle de messages de communication et que des végétaux soient alors plus facilement victimes de leurs prédateurs.
- Des proies pourraient être plus vulnérables si elles sentent moins l’odeur de leurs prédateurs, et inversement un prédateur qui chasse à l’odorat peut avoir plus de mal à détecter ses proies dans une région où l’air est pollué. Un phénomène identique a été récemment identifié en laboratoire puis vérifiés in situ dans l'eau (sur un récifs du centre de la barrière de corail de Papouasie-Nouvelle-Guinée naturellement acidifié par un dégazage volcanique sous-marin permanent de CO2). Les poissons exposés par les chercheurs à une eau acidifié (comparable à celle qui baignera la plupart des récifs coralliens du monde entier dans 50  à   80 ans, selon les chercheurs) sont victimes de troubles comportementaux inattendus et très marqués : ils ne fuient plus l’odeur de leur prédateur, et ils s’exposent anormalement, de manière suicidaire au risque d’être mangé[24]. L'étude in situ, qui a confirmé ce phénomène, a été présenté dans un documentaire australien diffusé sur Arte en 2014[25]). On ignore si c'est l'acidification ou l'effet du CO2 en tant que molécule sur le poisson qui est en cause. 
De plus beaucoup d’animaux qui se déplacent de nuit en utilisant leur odorat sont par ailleurs perturbés par le phénomène dit de pollution lumineuse.

## Les odeurs chez l’humain
L'odeur, capable de susciter une large gamme de sentiment, variables et plus ou moins intenses selon le contexte et la personne, est une composante importante de l'activation et des réponses de la sensorialité humaine.
L’odeur de la mère a une grande importance pour le nourrisson, et inversement. Certaines odeurs sont mémorisées et durablement associées à des souvenirs positifs ou négatifs (comme une « madeleine de Proust », par exemple).
La sociologie du corps et la sociologie des odeurs montrent que si certaines odeurs corporelles sont facteur d’attraction, sexuelle notamment, d’autres (ou les mêmes en d’autres circonstances) sont au contraire facteur de répulsion. Corbin, en 1982, dans un livre intitulé Le Miasme et la Jonquille, écrivait  « De l’enfance à la vieillesse, l’être humain suit un itinéraire olfactif qui le conduit de l’aigre laiteux du nourrisson à l’aigre moins acide, plus douceâtre de la sénilité […]. Entre les deux termes, la suavité de l’adolescence, particulièrement marquée chez la jeune fille ».
De nombreuses cultures associent chaque âge, ou chez la femme le moment des règles ou de l'allaitement, etc. à une odeur corporelle spécifique, récemment renforcée par les odeurs de crèmes pour bébés, de parfums pour homme ou pour femme, d'eaux de toilette pour adolescents donnant à chaque âge une empreinte olfactive, et à chaque société le choix d’en définir les qualités. Dans de nombreuses sociétés, l’odeur est l'une des composantes importantes de l’identité personnelle et sociale,, comme chez les Suya de l’Amazonie brésilienne qui hiérarchisent les âges et les genres à partir d’une classification olfactive.
La culture hygiéniste du XIXe siècle a probablement renforcé le dégoût pour certaines odeurs associées aux microbes ou aux maladies, (excréments, urines, aliments en décomposition, eaux fétides, etc.).
La Bible évoque divers parfums, et la religion catholique parle d'odeur de sainteté. Des Fumigations, parfums ou exhalations de substances odorantes ont dans le passé, et encore de nos jours, accompagné, dans de nombreuses sociétés, les rites de passage, des rites religieux, des fêtes. Les parfums naturels ou de synthèse peuvent être des moyens de séduction, ou de masquage des odeurs supposées désagréables pour soi ou pour autrui. Des parfums sont depuis l’Antiquité aussi utilisés pour masquer les odeurs d’animaux, de cuisine, de moisi, de cadavre, etc.
Le marketing sensoriel utilise la diffusion d'odeurs dans les points de vente pour influencer le comportement et les choix des consommateurs, et pas uniquement dans les commerce agroalimentaires (vêtements par exemple) ; éventuellement en synergie avec le type de musique diffusée et l'image de marque des produits que l'on veut vendre même si le consommateur n'éprouvait pas le besoin de l'acheter. Le personnel du magasin lui-même peut être influencé.